# Christopher Wolstenholme
Christopher Anthony Wolstenholme (Rotherham, Inglaterra; 2 de diciembre de 1978) es un músico británico y bajista de la banda inglesa Muse. También es el encargado de los coros en muchas de las canciones de la banda y muy ocasionalmente toca en vivo la guitarra, la armónica, y el teclado, en canciones como Unintended, Man with the Harmonica (una introducción de Knights of Cydonia) y Blackout respectivamente, aunque, según él, con este último no se siente cómodo, ya que no es su «instrumento natural».

## Biografía

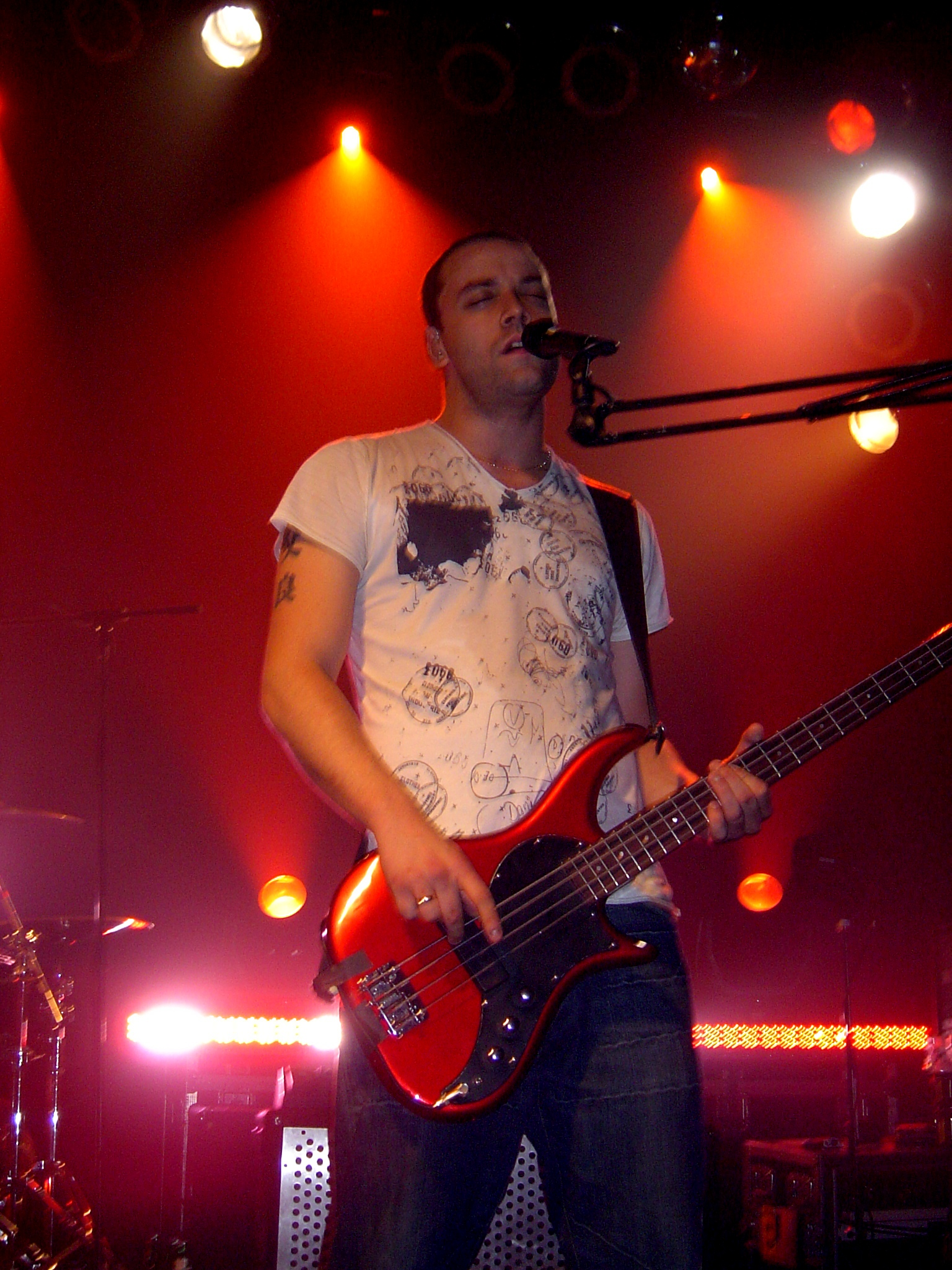
Chris Wolstenholme junto a Muse, en el Mod Club Theater, Toronto, Canadá

Wolstenholme nació en Rotherham, en el condado inglés de Yorkshire antes de mudarse a Teignmouth, Devon. Mientras estaba allí, tocaba la batería para Fixed Penalty, una banda de post-punk, mientras Matthew Bellamy y Dominic Howard, ambos un año mayor que él, tocaban en otra. Después un tiempo, Matt y Dom pidieron a Wolstenholme que se les uniera como bajista para crear la banda Rocket Baby Dolls, embrión de la futuramente renombrada Muse.
Aunque Christopher nunca había tocado el bajo, aprendió rápidamente hasta ser considerado un bajista de alto nivel en la industria musical, habiendo ganado y siendo nominado en múltiples encuestas en línea e incluso siendo halagado por el ex-Beatle Sir Paul McCartney, gracias a la puramente extraordinaria actuación de la banda en el espectáculo de cierre de la edición 2004 del Festival de Glastonbury.
Entre los años 2003 y 2011 Chris desarrolló un problema con el alcoholismo. Esto hizo que se ausentara en muchas sesiones de grabación, especialmente en la del álbum The Resistance, siendo en ocasiones Matt y Dom las únicas personas en el estudio. Chris, cuyo padre había muerto a los 40 años por alcoholismo, sufría de ansiedad al saber que, si no paraba, le esperaba el mismo destino. Tras acudir a un psicólogo, poco a poco logró alcanzar la sobriedad. Parte de su viaje terapéutico incluyó escribir dos canciones para el álbum The 2nd Law: "Save Me" y "Liquid State". Ambas canciones tratan sobre su alcoholismo y cómo lo superó gracias al apoyo de su familia y amigos. Estas canciones fueron siempre interpretadas por Chris, pues Matt sintió que eran demasiado personales como para cantarlas él. Chris dijo que se sintió «muy nervioso, emocionado y con temblores incontrolables» durante su primera interpretación en vivo de "Save Me".
Actualmente, Chris reside en Londres con su esposa desde 2018 Caris Ball y sus diez hijos. 